# Grey Owl - Gufo grigio
Grey Owl - Gufo Grigio (Grey Owl) è un film del 1999 diretto da Richard Attenborough.
La pellicola è incentrata sulla figura della guida indiana Grey Owl.
Alla realizzazione del film ha anche partecipato, in qualità di consulente storico e culturale, Wilfred Pelletier, filosofo e scrittore nativo canadese della nazione Odawa. Recentemente la Warner Brothers Entertainment ha devoluto diecimila dollari al Wilfred Peltier Memorial Scholarship istituito presso la Carleton University di Ottawa, in segno di gratitudine per il prezioso contributo durante la fase preparatoria del film.

## Trama
Archibald Belaney è un giovane inglese che è affascinato dalla cultura dei nativi americani, ha letto molti libri e sogna di essere un pellerossa. Nel 1900 lascia la Gran Bretagna per realizzare il suo sogno in Canada, dove viene adottato dal capo del villaggio di una tribù Ojibway sul lago Temagami. Qui impara ad andare in canoa, a cacciare, a pescare e a sopravvivere nel bosco. Il suo nome indiano è Wa-sha-quon-asin (Colui che vola di notte), in canadese Grey Owl. Passa la vita mettendo trappole per catturare animali da pelliccia da rivendere, finché incontra una donna, Anahareo, la quale dopo molte traversie lo convince a non uccidere più gli animaletti della foresta, adottando perfino una coppia di castorini salvati da una trappola. Archie scrive un libro sulla propria vita, intitolato "I pellegrini della foresta" che viene pubblicato e ha molto successo. Per Archie inizia una nuova vita, si spaccia per indiano e partecipa a pubblici incontri nei quali Grey Owl sostiene per la prima volta tesi ambientaliste. Egli teme che la specie dei castori si estingua a causa della caccia indiscriminata dei castori con la dinamite, che distrugge anche i piccoli. Grey Owl diventa molto noto e i giornalisti si danno da fare per scrivere articoli su di lui; in particolare un giornalista scopre che non é un vero indiano, lo intervista e gli fa confessare la verità. Belaney si vergogna molto e si ritira dalla vita pubblica, ritorna nella sua capanna e muore a 49 anni, nel 1938, di polmonite.